# Ardalió l'Actor
Ardalió d'Alexandria (Alexandria, Egipte, segle iii - ca. 306) fou un actor, potser un personatge llegendari. És venerat com a sant per diverses confessions cristianes.

## Biografia
Ardalió era un actor, nascut a Alexandria en una família pagana. Durant una actuació, en la que es parodiava la nova religió cristiana i feia burla dels seus ritus, va tenir una revelació i es va convertir. Començà llavors una vida exemplar, repartint els seus béns entre els necessitats i predicant, fins que al mateix teatre va proclamar la seva fe. Les autoritats el van fer empresonar i torturar perquè abandonés la seva actitud; en negar-s'hi, Ardalió va ser executat en una graella de ferro roent, durant el regnat de Galeri Maximià.
La seva història és idèntica a la d'altres sants, com Genís de Roma o Filemó d'Arsinoe. Probablement, a partir d'una història real, es van crear diverses figures hagiogràfiques que la desenvoluparen.

## Veneració
És venerat com a sant a les esglésies orientals, on és el sant patró d'actors, pallassos, comediants, còmics, etc. La seva festivitat és el 14 d'abril.